# Tony Attwood
Tony Attwood (Birmingham, 9 februari 1952) is een Engels psycholoog die woont en werkt in Queensland in Australië en bekend is als auteur van een aantal boeken over het syndroom van Asperger.

## Boeken
- 1998 - Asperger's Syndrome: A Guide for Parents and Professionals London: Jessica Kingsley Publishers, Foreword by Lorna Wing, ISBN 1853025771
  - 2001 - Het syndroom van Asperger - Een gids voor ouders en hulpverleners (vertaling van voornoemd boek), Lisse: Uitgeverij Swets & Zeitlinger, ISBN 902651672X
- 2006 - The Complete Guide to Asperger's Syndrome London: Jessica Kingsley Publishers, ISBN 1843104954
- 2007 - Hulpgids Asperger-syndroom Amsterdam: Uitgeverij Nieuwezijds, ISBN 9789057122477
- 2008 - Meisjes en vrouwen met Asperger, Uitgeverij Pica, met bijdragen van o.a. Tony Attwood en Temple Grandin, ISBN 9789077671221
- 2014 - Behandelwijzer leuk vinden lief vinden - cognitieve gedragstherapie om kinderen in het autismespectrum om affectie te leren begrijpen en uitdrukken Amsterdam: Uitgeverij Nieuwezijds, co-auteur Michelle Garnett ISBN 9789057124075
- 2014 - Werkboek leuk vinden lief vinden - kinderen in het autismespectrum affectie leren uitdrukken en waarderen Amsterdam: Uitgeverij Nieuwezijds, co-auteur Michelle Garnett, ISBN 9789057124068